# Encuentros
Encuentros è il quarto album in studio della cantante statunitense Becky G, pubblicato il 10 ottobre 2024 dalla Kemosabe e RCA.
Single
L'11 aprile 2024, Gomez ha pubblicato con la collaborazione di Óscar Maydon, la canzone Mercedes, come singolo principale dell'album.
Il 29 agosto 2024, Gomez ha pubblicato Como Diablos, come secondo singolo ufficiale dell'album.

## Tracce
1. XLas nubes – 3:07 (Rebbeca Marie Gomez, Adrián Pieragostino, Hector Guerrero)
2. Visto caro – 2:44 (Gomez, Guerrero, Sara Schell)
3. Desierto – 3:16 (Gomez, Guerrero, Schell)
4. Como diablos – 3:14 (Gomez, Pieragostino, GuerreroSchell)
5. Crisis (with Tito Double P) – 3:12 (Gomez, Schell, Jesús Roberto Laija García)
6. Bandido – 3:22 (Gomez, Guerrero, Justus West, Schell)
7. Mercedes (with Óscar Maydon) – 2:48 (Gomez, Schell, Guerrero)
8. Besándote (featuring Oscar Ortiz) – 3:08 (Gomez, Guerrero, Schell)
9. Muchas gracias – 3:14 (Gomez, Guerrero, Schell)
10. Ojalá – 3:10 (Gomez, Guerrero, Wendy Besada Rodríguez)
11. Todo (with Delilah) – 4:02 (Gomez, Verónica Minguez, Schell, Nathan Galante, Horacio Palencia, Diego Bolela, Delilah Cabrera)
12. Ultima vez – 3:14 (Gomez, West, Manuel Lorente Freire, Schell, Nathaniel Campany)
13. GomezX4 – 2:57 (Gomez, Guerrero, Schell)
14. Otro capítulo – 3:00 (Gomez, Édgar Barrera, Elena Rose, Aldo Vargas, Eduardo Mosquera, Luis Miguel Gómez Castaño)
15. Mucho mucho muchooo – 1:45 (Gomez)
16. Por el contrario (Demo) – 3:17 (Barrera, Kevyn Mauricio Cruz Moreno, Rose, Gomez)